# 扎格拉鄉 (比斯特里察-訥瑟烏德縣)
47°20′00″N 24°16′00″E / 47.3333°N 24.2667°E
扎格拉鄉（羅馬尼亞語：Comuna Zagra, Bistrița-Năsăud），是羅馬尼亞的鄉份，位於該國西北部，由比斯特里察-訥瑟烏德縣負責管轄，面積126平方公里，海拔高度390米，2007年人口3,703，人口密度每平方公里29人。